# 19. bersaljerski polk (Italija)
19. bersaljerski polk (izvirno italijansko 19º Reggimento di Bersaglieri) je bil bersaljerski polk Kraljeve italijanske kopenske vojske.